# Vespanthedon
Vespanthedon is een geslacht van vlinders uit de familie wespvlinders (Sesiidae), onderfamilie Sesiinae.
Vespanthedon is voor het eerst wetenschappelijk beschreven door Le Cerf in 1917. De typesoort is Vespanthedon cerceris.

## Soort
Vespanthedon omvat de volgende soort:
- Vespanthedon cerceris Le Cerf, 1917